# Mayor de Ribagorza
Mayor Garcés di Castiglia (Mayor in spagnolo, Major, in catalano e Major in francese; seconda metà del secolo X – San Miguel de Pedroso, 1035) fu l'ultima Contessa di Ribagorza indipendente dal 1017 al 1018 e contessa consorte di Pallars-Jussà, dal 1010 al 1019 circa.

## Origine
Secondo il capitolo n° XXXVI del libro XLVI della España sagrada. 46, De las santas iglesias de Lérida, Roda y Barbastro Mayor era sorella di Sancho Garcés di Castiglia, che, secondo il Codice di Roda, era figlio del conte indipendente di Castiglia e conte di Burgos, Lantarón, Cerezo e Álava, García Fernández e di Ava di Ribagorza, che, ancora secondo il Codice di Roda era figlia del Conte di Ribagorza, Raimondo II e della moglie Garsenda di Fézensac.

García Fernández era figlio del conte di Castiglia, Fernán González e di Sancha Sanchez di Pamplona (900-955 circa, figlia del re di Navarra, Sancho I Garcés e Toda di Navarra) che, nel 924, era rimasta vedova del re di León Ordoño II e poi, nel 931, di Álvaro Herrameliz, che gli aveva lasciato le tre contee di Lantarón, Cerezo e Álava, che alla sua morte erano state riunite alla contea di Castiglia..

## Biografia
Il conte di Ribagorza, il fratello di sua madre Ava, Isarno, morì vicino al castello di Monzón, affrontando l'attacco di Abd al-Malik, figlio di Almanzor nel 1003; anche il capitolo n° XXXVI del libro XLVI della España sagrada. 46, De las santas iglesias de Lérida, Roda y Barbastro conferma la morte in battaglia contro i Saraceni, in una località detta monte di Sion (in Monte Sion); lo scontro viene ricordato come battaglia di Albesa.
Dopo la morte di Isarno, come viene precisato dal capitolo n° XXXVI del libro XLVI della España sagrada. 46, De las santas iglesias de Lérida, Roda y Barbastro, nel governo della contea gli succedette la sorella di Ava e Isarno, sua zia, Tota, che già collaborava col fratello.
Siccome Abd al-Malik continuava l'invasione della Ribagorza, Toda decise di prendere marito che potesse affiancarla, nella difesa della contea, scegliendo il conte Suniario I di Pallars.

Rimasta vedova nel 1010, Toda abdicò in favore di Guglielmo, figlio illegittimo di Isarno, che intervenne in Ribagorza, assiema al cugino, il fratello di Mayor, Sancho Garcés, con un forte esercito che sconfisse i Saraceni e liberò la contea.

Mayor, che era al seguito di Sancho Garcés, in quello stesso anno, sposò il conte Raimondo III di Pallars-Jussà, figliastro di Tota, e che, secondo il gesuita storico Medievalista, Gonzalo Martínez Diez, assieme al marito governò una parte della contea.
Tra i territori liberati dai Saraceni vi era anche la Val d'Aran, che non volle riconoscere l'autorità di Guglielmo, che dovette intervenire, e nel 1017, venne assassinato dagli abitanti della valle, che, secondo alcuni storici, erano stati istigati da Raimondo III di Pallars-Jussà.
Siccome Guglielmo non aveva discendenza la contea venne governata da Mayor e dal marito, Raimondo III; ma il re di Pamplona e conte d'Aragona, Sancho III Garcés di Navarra, marito di Munia di Castiglia, figlia di Sancho Garcés e nipote di Mayor, reclamò la contea, per la moglie, innescando una disputa, che portò, nel 1018, all'occupazione e all'annessione al regno di Pamplona della contea di Ribagorza.
In quel periodo, verso il 1019, Mayor fu ripudiata dal marito, per consanguineità.

Sempre nel 1019, Mayor si ritirò a Castejón de Sos, una cittadina della Ribagorza, dove mantenne il titolo di contessa e dove risiedette sino al 1025, quando cedette sia il titolo che il territorio alla nipote, Munia, come conferma anche il capitolo n° XXXVI del libro XLVI della España sagrada. 46.
Lasciata la Ribagorza, Mayor andò in Castiglia; alcuni documenti (il primo del 1028 e l'ultimo datato 1035) la vedono presente nel monastero San Miguel de Pedroso (oggi parte del comune di Belorado, dove si presume sia morta.

## Matrimonio e discendenza
Come viene anche precisato dal capitolo n° XXXVI del libro XLVI della España sagrada. 46, De las santas iglesias de Lérida, Roda y Barbastro Mayor aveva sposato il Conte di Pallars Jussà, Raimondo III, nel 1010 e da lui si era separata, verso il 1019.

Mayor a Raimondo III non diede discendenti.

## Ascendenza
|                           |                         |                            | Genitori               |  |  | Nonni |  |  | Bisnonni                    |  |  | Trisnonni      |  |
|                           |                         |                            |                        |  |  |       |  |  | Gonzalo Fernández de Burgos |  |  | Fernando Muñoz |  |
|                           |                         |                            |                        |  |  |       |  |  | Gonzalo Fernández de Burgos |  |  | Fernando Muñoz |  |
|                           |                         | Gutina Díaz                |                        |  |  |       |  |  | Gonzalo Fernández de Burgos |  |  |                |  |
| Ferdinando Gonzales       |                         |                            |                        |  |  |       |  |  | Gonzalo Fernández de Burgos |  |  |                |  |
|                           |                         | Muniadomna di Lara         | …                      |  |  |       |  |  |                             |  |  |                |  |
|                           |                         | Muniadomna di Lara         | …                      |  |  |       |  |  |                             |  |  |                |  |
|                           |                         | Muniadomna di Lara         | …                      |  |  |       |  |  |                             |  |  |                |  |
| García Fernández          |                         | Muniadomna di Lara         |                        |  |  |       |  |  |                             |  |  |                |  |
|                           |                         | Sancho I Garcés di Navarra | García II Jiménez      |  |  |       |  |  |                             |  |  |                |  |
|                           |                         | Sancho I Garcés di Navarra | García II Jiménez      |  |  |       |  |  |                             |  |  |                |  |
|                           |                         | Sancho I Garcés di Navarra | Dadildis di Pallars    |  |  |       |  |  |                             |  |  |                |  |
| Sancha Sánchez di Navarra |                         | Sancho I Garcés di Navarra |                        |  |  |       |  |  |                             |  |  |                |  |
|                           |                         | Toda di Navarra            | Aznar Sánchez          |  |  |       |  |  |                             |  |  |                |  |
|                           |                         | Toda di Navarra            | Aznar Sánchez          |  |  |       |  |  |                             |  |  |                |  |
|                           |                         | Toda di Navarra            | Onneca Fortúnez        |  |  |       |  |  |                             |  |  |                |  |
| Mayor de Ribagorza        |                         | Toda di Navarra            |                        |  |  |       |  |  |                             |  |  |                |  |
|                           | Bernardo I di Ribagorza | Raimondo I di Ribagorza    |                        |  |  |       |  |  |                             |  |  |                |  |
|                           | Bernardo I di Ribagorza | Raimondo I di Ribagorza    |                        |  |  |       |  |  |                             |  |  |                |  |
|                           | Bernardo I di Ribagorza | Ginigenta                  |                        |  |  |       |  |  |                             |  |  |                |  |
| Raimondo II di Ribagorza  | Bernardo I di Ribagorza |                            |                        |  |  |       |  |  |                             |  |  |                |  |
|                           |                         | Toda Galíndez d'Aragona    | Galindo III d'Aragona  |  |  |       |  |  |                             |  |  |                |  |
|                           |                         | Toda Galíndez d'Aragona    | Galindo III d'Aragona  |  |  |       |  |  |                             |  |  |                |  |
|                           |                         | Toda Galíndez d'Aragona    | Arcibella di Guascogna |  |  |       |  |  |                             |  |  |                |  |
| Ava di Ribagorza          |                         | Toda Galíndez d'Aragona    |                        |  |  |       |  |  |                             |  |  |                |  |
|                           |                         | Guglielmo I di Fezensac    | …                      |  |  |       |  |  |                             |  |  |                |  |
|                           |                         | Guglielmo I di Fezensac    | …                      |  |  |       |  |  |                             |  |  |                |  |
|                           |                         | Guglielmo I di Fezensac    | …                      |  |  |       |  |  |                             |  |  |                |  |
| Garsenda di Fezensac      |                         | Guglielmo I di Fezensac    |                        |  |  |       |  |  |                             |  |  |                |  |
|                           |                         | …                          | …                      |  |  |       |  |  |                             |  |  |                |  |
|                           |                         | …                          | …                      |  |  |       |  |  |                             |  |  |                |  |
|                           |                         | …                          | …                      |  |  |       |  |  |                             |  |  |                |  |
|                           |                         | …                          |                        |  |  |       |  |  |                             |  |  |                |  |

### Fonti primarie
- (LA)  (ES)  #ES Textos-navarros-codice-roda.pd.
- (LA)  España sagrada. 46, De las santas iglesias de Lérida, Roda y Barbastro.

### Letteratura storiografica
- (EN) The Development of Southern French and Catalan Society, 718-1050, su libro.uca.edu.